# Michel Anglade
Pour les articles homonymes, voir Anglade (homonymie).
Ne pas confondre avec Michel Anglade, pilote d'hélicoptère.
Pas d'image ? Cliquez ici

a Compétitions nationales et continentales officielles uniquement.

b Matchs officiels uniquement.
Michel Anglade, né le 12 octobre 1946 à Auch (Gers) et mort le 21 avril 2025 à Tarbes (Hautes-Pyrénées), est un joueur de rugby à XV et international français de rugby à XIII dans les années 1960 à 1970. Il occupe au cours de sa carrière le poste de troisième ligne.

## Biographie
Natif du Gers, Michel Anglade grandit à Tarbes à partir de l'âge de neuf ans. Pratiquant le rugby à XV, il intègre le Stadoceste tarbais de 1966 à 1972 dans le Championnat de France disputant notamment une demi-finale perdue 15 à 6 face au FC Lourdes.
En décembre 1971, à l'instar de son coéquipier André Ruiz, il change de code de rugby et signe en rugby à XIII au RC Saint-Gaudens. Il devient l'un des joueurs clés du club et remporte la Coupe de France en 1973 contre l'AS Carcassonne puis le Championnat de France en 1974 contre l'US Villeneuve. Il côtoie alors en club Daniel Fabaron, Roger Biffi, René Zaccariotto et Victor Serrano. Ses performances remarquées en club l'amènent à être appelé entre 1972 et 1975 au sein de l'Équipe de France dans les lignes d'avants. Il participe à deux reprises à la Coupe du monde en 1972 et 1975. Sous ce même maillot bleu, il connaît des victoires contre la Nouvelle-Zélande et le pays de Galles.

## Palmarès

### Rugby à XV

#### Statistiques en club
| Saison    | Saison             | Championnat           | Championnat | Coupe                    | Coupe      |
| Saison    | Saison             | Comp.                 | Class.      | Comp.                    | Class.     |
| --------- | ------------------ | --------------------- | ----------- | ------------------------ | ---------- |
| 1966-1967 | Stadoceste tarbais | Championnat de France | 1/16 finale | Challenge Yves du Manoir | 5e Poule A |
| 1967-1968 | Stadoceste tarbais | Championnat de France | 1/2 finale  | Challenge Yves du Manoir | 7e Poule A |
| 1968-1969 | Stadoceste tarbais | Championnat de France | 1/8 finale  | Challenge Yves du Manoir | 1/4 finale |
| 1969-1970 | Stadoceste tarbais | Championnat de France | 1/16 finale | Challenge Yves du Manoir | 1/4 finale |
| 1970-1971 | Stadoceste tarbais | Championnat de France | 1/16 finale | Challenge Yves du Manoir | 3e Poule B |
| 1971-1972 | Stadoceste tarbais | Championnat de France | 1/8 finale  | Challenge Yves du Manoir | 1/4 finale |

### Rugby à XIII
- Collectif :
  - Vainqueur du Championnat de France : 1974 (Saint-Gaudens).
  - Vainqueur de la Coupe de France : 1973 (Saint-Gaudens).
  - Finaliste du Championnat de France : 1972 (Saint-Gaudens).

#### Coupe du monde
| Édition     | Rang      | Résultats France | Résultats Anglade | Matchs Anglade |
| ----------- | --------- | ---------------- | ----------------- | -------------- |
| France 1972 | Troisième | 1 v, 0 n, 2 d    | 1 v, 0 n, 1 d     | 2/3            |
| Monde 1975  | Cinquième | 1 v, 1 n, 6 d    | 0 v, 0 n, 1 d     | 1/8            |

Légende : v = victoire ; n = match nul ; d = défaite.

#### Détails en sélection
| 1. | 28 octobre 1972 | Nouvelle-Zélande | 20-9 | Coupe du monde | Troisième ligne | - | - | - | - |
| 2. | 5 novembre 1972 | Australie        | 9-31 | Coupe du monde | Remplaçant      | - | - | - | - |
| 3. | 19 janvier 1975 | Angleterre       | 9-11 | Coupe d'Europe | Troisième ligne | - | - | - | - |
| 4. | 16 février 1975 | Pays de Galles   | 8-21 | Coupe d'Europe | Troisième ligne | - | - | - | - |
| 5. | 2 mars 1975     | Pays de Galles   | 14-7 | Coupe du monde | Troisième ligne | - | - | - | - |
| 6. | 16 mars 1975    | Angleterre       | 2-20 | Coupe du monde | Troisième ligne | - | - | - | - |
| 7. | 21 juin 1975    | Australie        | 6-26 | Coupe du monde | Troisième ligne | - | - | - | - |

#### Détails en club
| Saison    | Saison           | Championnat           | Championnat | Coupe           | Coupe      | Sélection | Sélection | Sélection | Sélection | Sélection | Sélection | Sélection |
| Saison    | Saison           | Comp.                 | Class.      | Comp.           | Class.     | Comp.     | M         | Pts       | Ess.      | Buts      | Dp.       |           |
| --------- | ---------------- | --------------------- | ----------- | --------------- | ---------- | --------- | --------- | --------- | --------- | --------- | --------- | --------- |
| 1971-1972 | RC Saint-Gaudens | Championnat de France | Finaliste   | Coupe de France | 1/4 finale |           |           |           |           |           |           |           |
| 1972-1973 | RC Saint-Gaudens | Championnat de France | Barrage     | Coupe de France | Vainqueur  | CM        | 2         | -         | -         | -         | -         |           |
| 1973-1974 | RC Saint-Gaudens | Championnat de France | Vainqueur   | Coupe de France | 1/4 finale |           |           |           |           |           |           |           |
| 1974-1975 | RC Saint-Gaudens | Championnat de France | 1/4 finale  | Coupe de France | 1/2 finale | CE/CM     | 5         | -         | -         | -         | -         |           |
| 1975-1976 | RC Saint-Gaudens | Championnat de France | 13e         | Coupe de France | 1/8 finale |           |           |           |           |           |           |           |